# Mara Gabrilli

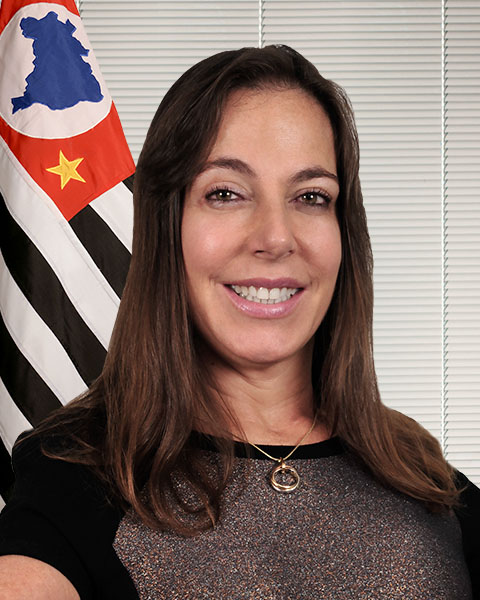
Mara Gabrilli, 2017

Mara Cristina Gabrilli (* 28. September 1967 in São Paulo) ist eine brasilianische Psychologin, Publizistin und Politikerin, die dem Partido da Social Democracia Brasileira (PSDB) angehört. Sie war Stadträtin von São Paulo,  Bundesabgeordnete und ist seit 2019 Senatorin der Republik für den Bundesstaat São Paulo. Für die Präsidentschaftswahl in Brasilien 2022 wurde sie als Kandidatin für das Vizepräsidentenamt nominiert.

## Leben
Gabrilli graduierte von 1986 bis 1992 an der Escola Superior de Propaganda e Marketing in Öffentlichkeitsarbeit, Marketing und Sozialer Kommunikation, dem sich bis 1993 ein Studium der Psychologie an der privaten Universidade Paulista in São Paulo anschloss. 1994 erlitt sie einen Autounfall und ist seither querschnittgelähmt (Tetraplegie). Sie ist in der Behindertenbewegung aktiv und gründete 1997 die Organisation Instituto Mara Gabrilli (IMG).

## Politische Laufbahn
Seit 2004 ist sie Mitglied des Partido da Social Democracia Brasileira (PSDB). Bei der Kommunalwahl 2004 erlangte sie mit 11.917 Stimmen zunächst in der Câmara Municipal do São Paulo eine Stellvertreterposition als Stadträtin (vereadora), bei der Kommunalwahl 2008 war sie mit 79.912 Stimmen erfolgreich.
Bei den Wahlen in Brasilien 2010 bewarb sie sich mit 160.138 Stimmen erfolgreich als Bundesabgeordnete für den Bundesstaat São Paulo in die 54. Legislaturperiode der Abgeordnetenkammer des Nationalkongresses. Diese Position konnte sie durch Wiederwahl bei den Wahlen in Brasilien 2014 für die 55. Legislaturperiode erhalten.
Bei den Wahlen in Brasilien 2018 bewarb sie sich erfolgreich mit 6.513.282 oder 18,59 % der gültigen Stimmen um das Amt als Bundessenatorin für São Paulo, das sie zum 1. Februar 2019 antrat.
Sie vertritt hier die Interessen von etwa 46 Millionen Brasilianern des Südostens. Ihre Amtszeit als Senatorin dauert acht Jahre von 2019 bis 2027 und begann mit der 56. Legislaturperiode.

## Präsidentschaftswahl 2022
Für die Präsidentschaftswahl 2022 war sie für die Bundessenatorin Simone Tebet als Kandidatin für das Vizepräsidentenamt aufgestellt. Ihr Wahlbündnis Coligação Brasil para Todos (Koalition Brasilien für Alle) bestand aus MDB, dem Federação Sempre pra Frente aus Cidadania und PSDB, und Podemos, die zusammen (August 2022) rund 3,4 Millionen Mitglieder hatten.
Beide erreichten am Wahltag, dem 2. Oktober 2022, 4.915.423 oder 4,16 % der gültigen Stimmen und damit das drittbeste Ergebnisse der ersten Wahlrunde.